# Франко Турчетта
Франко Турчетта (італ. Franco Turchetta, нар. 5 липня 1961, Латина) — італійський футболіст, що грав на позиціях півзахисника і нападника, зокрема за «Брешію» та «Чезену».
По завершенні ігрової кар'єри — тренер.

## Ігрова кар'єра
Народився 5 липня 1961 року в місті Латина. Вихованець футбольної школи клубу «Альмас Рома». Дорослу футбольну кар'єру розпочав 1977 року в основній команді того ж клубу, взявши участь в одному матчі чемпіонату. 
Згодом з 1978 по 1986 рік грав у складі команд «Варезе» та «Верона». У сезоні 1984/85 допоміг веронській команді здобути єдиний у її історії титул чемпіона Італії.
1986 року перебрався до «Брешії». Відіграв за клуб із Брешії наступні три сезони своєї ігрової кар'єри. Більшість часу, проведеного у складі «Брешії», був основним гравцем команди.
1989 року уклав контракт з «Чезеною», у складі якої провів наступні три роки своєї кар'єри гравця.  Граючи у складі «Чезени» також здебільшого виходив на поле в основному складі команди.
Протягом 1992—1995 років захищав кольори клубу «Галларате», а завершував ігрову кар'єру у «Форлі», за який виступав протягом 1995—1996 років.

## Кар'єра тренера
У 2007–2011 роках тренував нижчолігову команду «Кава Кальчо». Згодом працював із її молодіжним складом.

## Титули і досягнення
- Чемпіон Італії (1):

«Верона»: 1984-1985